# Srebrna pepeljuga
Srebrna pepeljuga  (pustenasti kostriš, primorska cinerarija, srebrna prašina; lat. Jacobaea maritima) višegodišnja biljka iz porodice glavočika (Asteraceae) raširena u Sredozemlju (uključujući Hrvatsku), poglavito u obalnim pordručjima.
Uspravne je stabljike, u osnovi drvenaste, naraste od 25 do 60 cm. Listovi su naizmjenični, cvjetovi žuti i dvospolni. Cvate od svibnja do kolovoza.
Otporna je na sušu i niže temperature, može prezimiti do -12°C.

## Podvrste
- Jacobaea maritima subsp. bicolor (Willd.) B.Nord. & Greuter
- Jacobaea maritima subsp. maritima
- Jacobaea maritima subsp. sicula N.G.Passal., Peruzzi & Pellegrino

## Sinonimi
- Cineraria maritima (L.) L.
- Othonna maritima L.
- Senecio bicolor subsp. cineraria (DC.) Chater
- Senecio cineraria DC.
- Senecio gibbosus subsp. cineraria (DC.) Peruzzi, N.G.Passal. & Soldano
- Senecio maritimus (L.) Rchb.

## Galerija
- J. maritima
- J. maritima
- J. maritima
- J. maritima
- J. maritima

## Vanjske poveznice
|  | Zajednički poslužitelj ima još gradiva o temi Jacobaea maritima |
|  | Wikivrste imaju podatke o taksonu Jacobaea maritima             |